# Utonagan
El utonagan es una raza canina de aspecto similar a un lobo, resultante de los cruces entre las razas alaskan malamute, pastor alemán y husky siberiano.
Su nombre proviene de un cuento tradicional chinook, donde Utonagan se interpreta como "Espíritu del Lobo". La raza no se encuentra reconocida por ningún club oficial.